# Woldemar Baeckman (architecte)
Pour les articles homonymes, voir Baeckman.
Woldemar Baeckman (né le  à Saint-Pétersbourg – décédé le 11 avril 1994 à Helsinki) est un architecte finlandais.

## Galerie

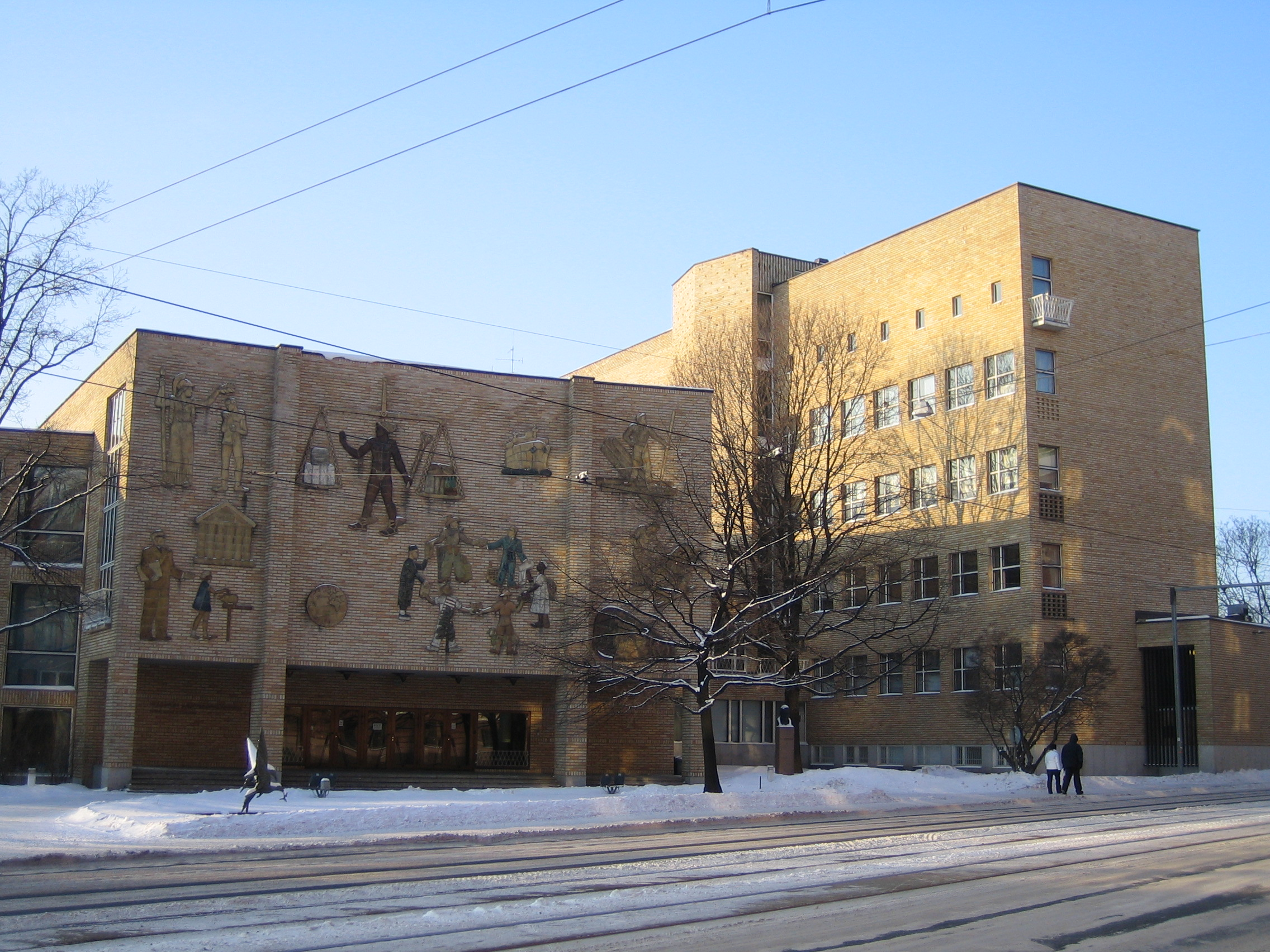
Bâtiment principal de l'École supérieure de commerce d'Helsinki conçu avec Hugo Harmia (1950).
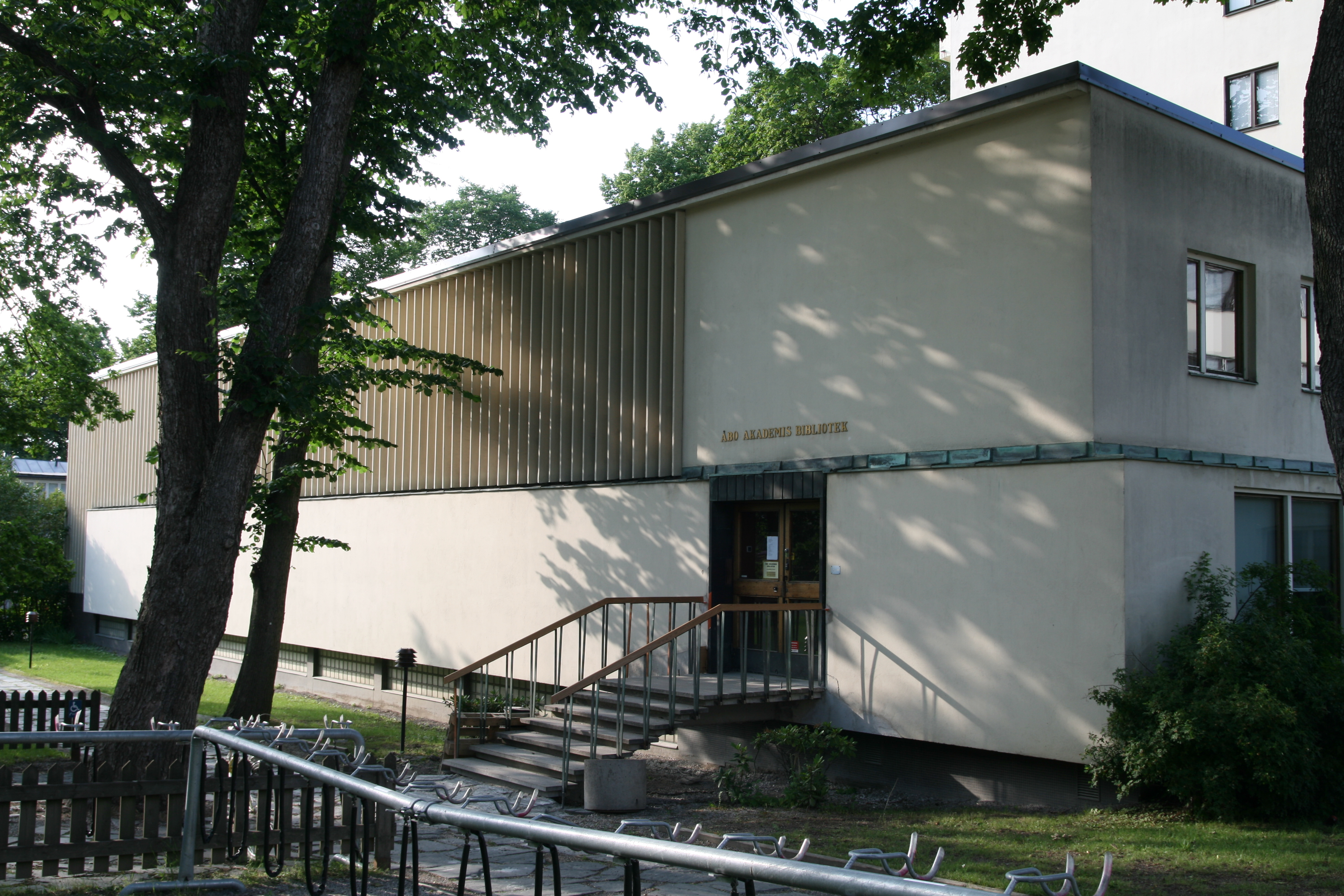
Bibliothèque de l'Académie d'Åbo (agrandissement de 1957).
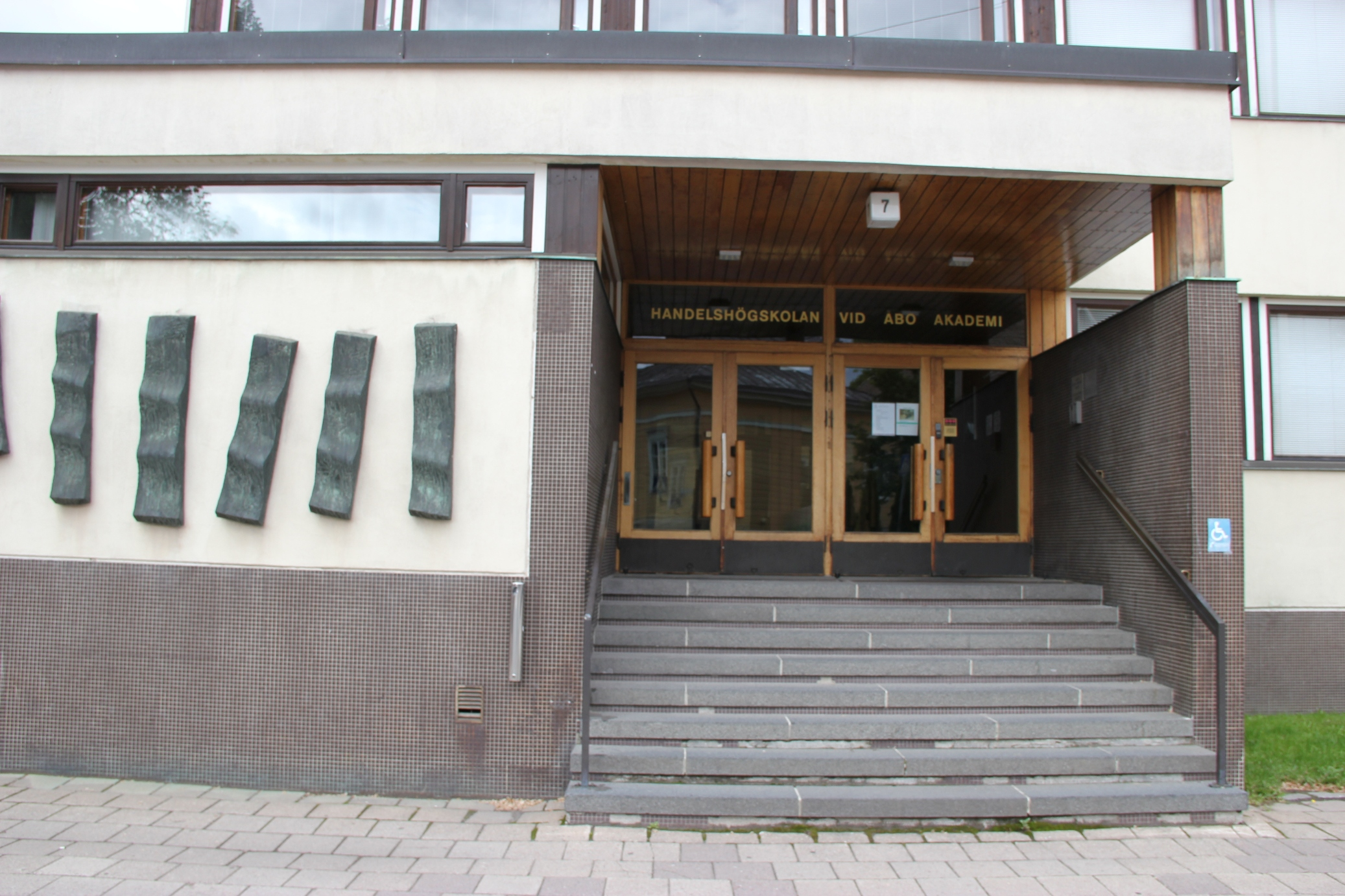
École de commerce de  l'Académie d'Åbo (fi), Turku
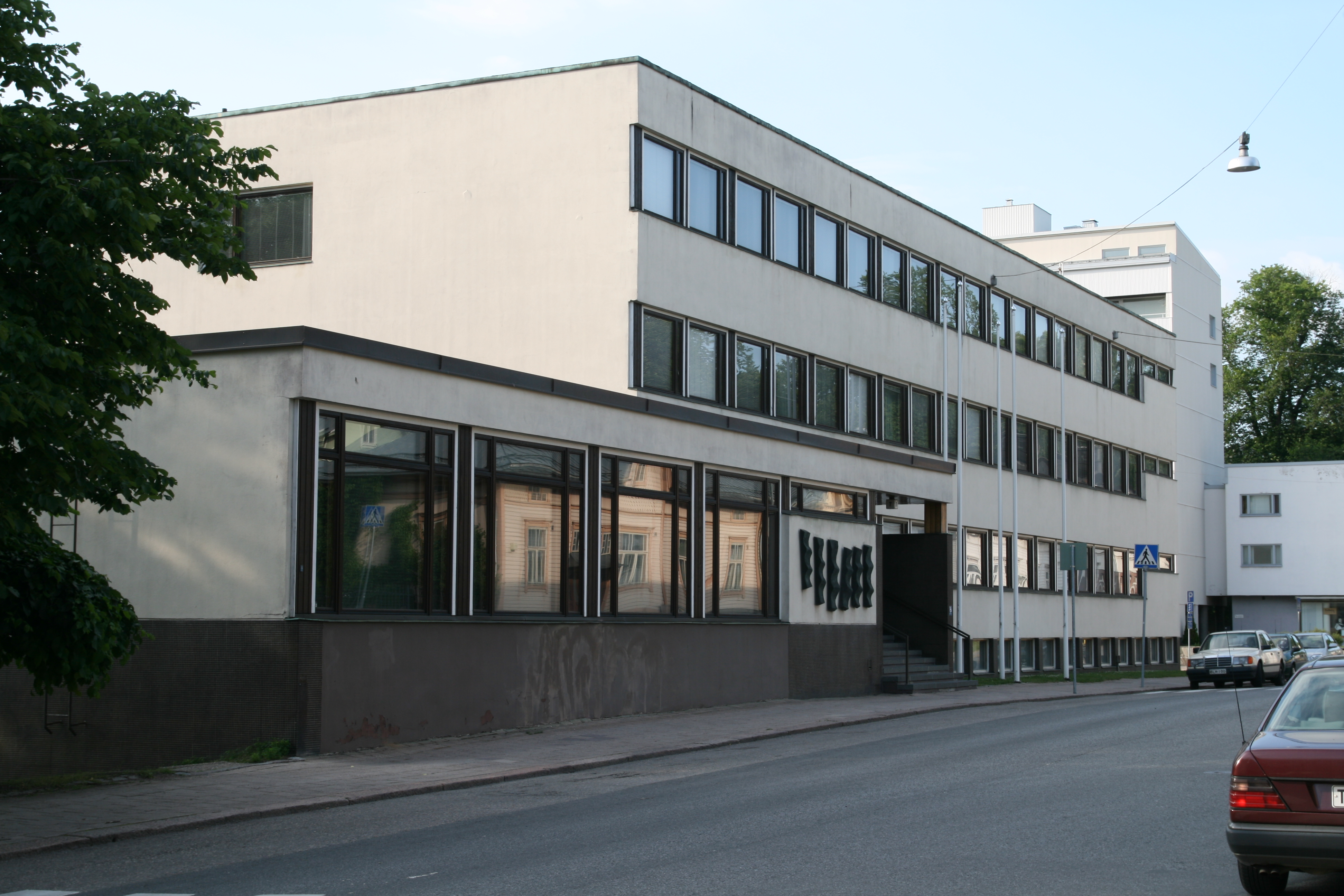
École de commerce de  l'Académie d'Åbo (fi)
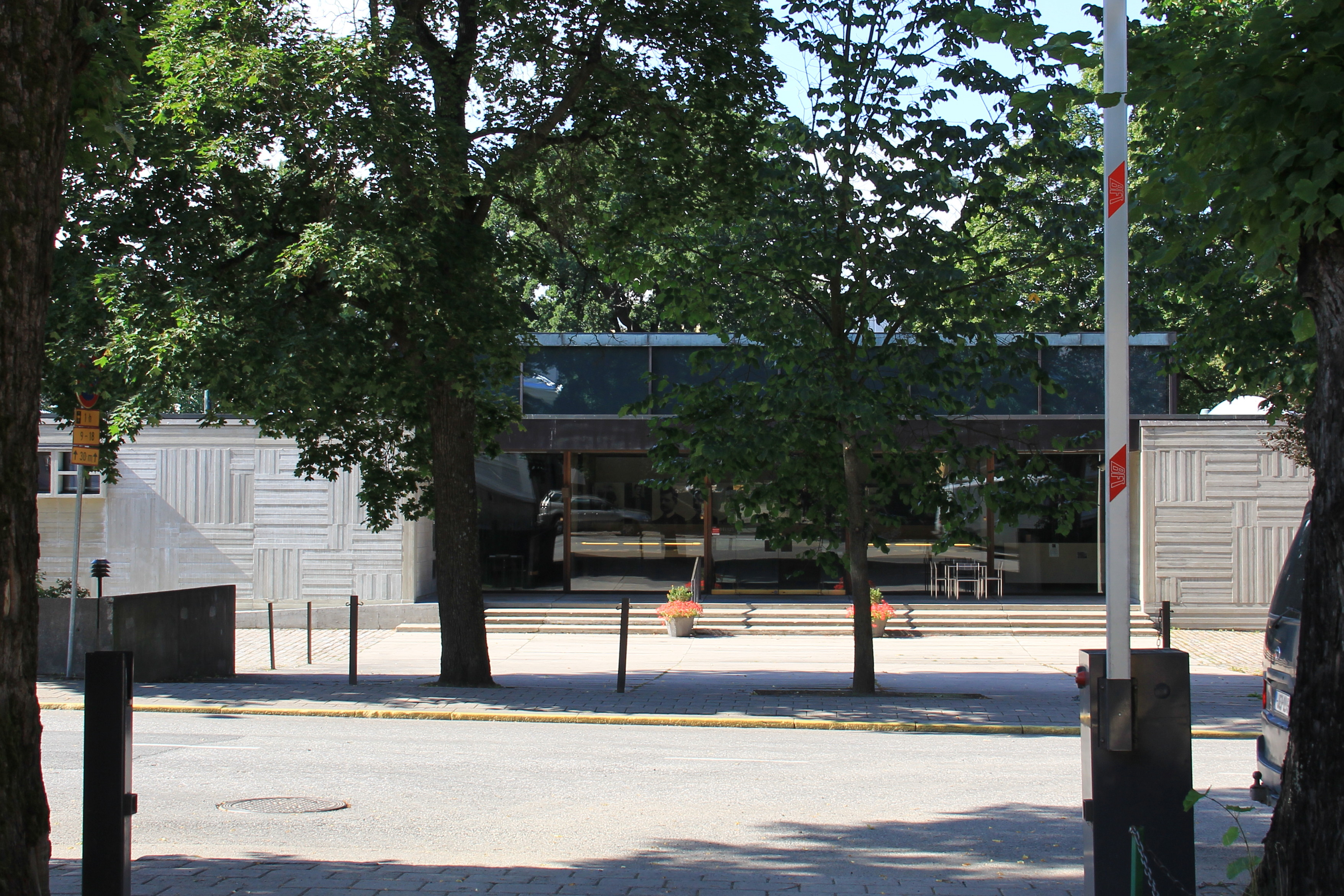
Musée Sibelius, Turku (1968)